# Il fattaccio del vicolo del Moro
Il fattaccio del vicolo del Moro è un singolo del rapper italiano Anastasio, pubblicato il 29 novembre 2019 come primo estratto dal primo album in studio Atto zero.

## Descrizione
Il testo si ispira al monologo Er fattaccio scritto da Americo Giuliani nel 1911, e interpretato nel corso degli anni, tra gli altri, da Gigi Proietti.
Il brano è stato presentato in anteprima il 28 novembre 2019 nel corso della sesta puntata della tredicesima edizione del talent show X Factor.

## Tracce
1. Il fattaccio del vicolo del Moro – 4:02